# Matt Smith (calciatore 1989)
Mathieu James Smith, detto Matt (Birmingham, 7 giugno 1989), è un ex calciatore inglese, di ruolo attaccante.

## Palmarès

### Club

#### Competizioni nazionali
- Football League Trophy: 1

Bristol City: 2014-2015
- Football League One: 1

Bristol City: 2014-2015

### Individuale
- Capocannoniere del Football League Trophy: 1

2014-2015 (5 reti)